# Aeroporto Internacional de Luxemburgo-Findel
Aeroporto Internacional de Luxemburgo-Findel (IATA: LUX, ICAO: ELLX) é um aeroporto internacional que serve ao Grão-Ducado do Luxemburgo. É o único aeroporto do país com uma pista pavimentada, sendo completamente internacional, como não há outros aeroportos comerciais no país. Ele está localizado em Sandweiler a 6,02 km de distância da cidade de Luxemburgo. Em 2014 movimentou 2.467.864 milhões de passageiros. É o quinto aeroporto de carga mais movimentado da Europa e 28º do mundo em 2010. Serve como Base para Luxair e para empresa de carga aérea Cargolux.